# Keiko Hama
Keiko Hama, född 7 november 1947 i Chiba prefektur, är en japansk före detta volleybollspelare.
Hama blev olympisk silvermedaljör i volleyboll vid sommarspelen 1968 i Mexico City.